# 5216 Cannizzo
5216 Cannizzo è un asteroide della fascia principale. Scoperto nel 1941, presenta un'orbita caratterizzata da un semiasse maggiore pari a 2,6094414 au e da un'eccentricità di 0,1594876, inclinata di 14,06902° rispetto all'eclittica.
L'asteroide è dedicato all'astrofisico statunitense John Kendall Cannizzo.